# 葉容家族

## 家族簡介
葉容家族, 祖籍廣東東莞, 為香港化工家族。

## 家族特色
葉容家族屬於由「恒昌行」（葉氏化工集團有限公司(00408.HK)）創辦人及主要股東之一。

## 家族成員
- 葉容
  - 葉志成
  - 葉鳳娟
  - 葉鳳梅
  - 葉子軒 == 曹家麗
  - 葉美玲